# Larantuka
Larantuka – miasto w Indonezji na wyspie Flores w prowincji Małe Wyspy Sundajskie Wschodnie. Ośrodek administracyjny kabupatenu Flores Timur.
Miejscowa ludność posługuje się językiem malajskim Larantuki (bahasa Nagi).